# Gongylidioides kouqianensis
Gongylidioides kouqianensis är en spindelart som beskrevs av Tu och Li 2006. Gongylidioides kouqianensis ingår i släktet Gongylidioides och familjen täckvävarspindlar. Inga underarter finns listade i Catalogue of Life.